# Kosmische kalender
De kosmische kalender is een tijdschaal waarbij de verstreken leeftijd van het heelal wordt omgezet naar een kalenderjaar. Deze schaal kreeg bekendheid door de Amerikaanse astronoom Carl Sagan. Het is een hulpmiddel om een beeld te vormen van de hoeveelheid tijd die is verstreken sinds het ontstaan van het heelal in verhouding tot de menselijke geschiedenis.
Op de kosmische kalender heeft de oerknal precies op 1 januari middernacht (00.00.00 uur) plaatsgevonden en is onze huidige tijd precies 31 december middernacht (24.00.00 uur). Op deze schaal werd het zonnestelsel op 9 september gevormd. Het leven op Aarde ontstond op 30 september.
De eerste dinosauriërs verschenen op 25 december, de eerste bloemen op 27 december en de eerste primaten op 30 december. Op 31 december om 22.30 uur verschenen de eerste mensensoorten. De geschiedenis van de moderne mens speelde zich af in de laatste 10 seconden van het kosmische jaar. Onze jaartelling begint op 31 december om 23.59.56 uur en de middeleeuwen eindigen ongeveer 1 seconde voor het einde van het kosmische jaar. Op deze tijdschaal is een seconde ongeveer 434 jaar en de levensduur van de mens hooguit 0,25 seconden.

## Het kosmische jaar

### De oerknal
1 januari - De oerknal vindt plaats.

1 mei - De melkweg wordt gevormd. 

9 september - Het zonnestelsel wordt gevormd. 

14 september - De planeet Aarde wordt gevormd. 

25 september - Oudst bekende rotsformaties op Aarde. 

### Ontstaan en evolutie van leven
30 september - Leven ontstaat op Aarde.

9 oktober - Oudste fossielen.

1 november - Voortplanting komt tot ontwikkeling.

12 november - Oudste fossielen van fotosynthetische planten. 

15 november - Eukaryote organismen floreren.

1 december - Een dampkring met zuurstof komt tot ontwikkeling.

17 december - Ongewervelden floreren.

18 december - Eerste plankton in de oceaan. 

19 december - Vissen en gewervelden verschijnen op Aarde.

20 december - Hogere plantensoorten komen tot ontwikkeling. Planten beginnen het land te veroveren.

21 december - Insecten verschijnen. Dieren beginnen het land te veroveren.

22 december - Amfibieën en gevleugelde insecten verschijnen.

23 december - Bomen en reptielen verschijnen.

25 december - Dinosauriërs verschijnen en heersen 160 miljoen jaar.

26 december - Eerste zoogdieren verschijnen op Aarde.

27 december - Eerste vogels en eerste bloemen verschijnen.

28 december - Begin van het krijt

30 december - krijt-paleogeen-massa-extinctie. Meeste dieren- en plantensoorten, waaronder de dinosauriërs sterven uit.

### Primaten en de mens
30 december - Eerste primaten verschijnen op Aarde. 

30 december - Door verdere ontwikkeling van het brein bij primaten ontstaan de eerste mensachtigen.

31 december 13.30.00 uur - Voorouders van apen en mensen verschijnen.

31 december 22.30.00 uur - Eerste menssoorten verschijnen.

31 december 23.00.00 uur - Mensen gaan stenen werktuigen gebruiken.
 
31 december 23.46.00 uur - De mens leert het vuur te beheersen.

31 december 23.56.00 uur - De moderne mens verschijnt.

31 december 23.56.00 uur - Meest recente glaciale periode (ijstijd)

31 december 23.59.00 uur - Rotstekeningen in Europa.

31 december 23.59.20 uur - Eerste landbouw.

31 december 23.59.35 uur - Neolitische beschaving.

### De geschreven geschiedenis
31 december 23.59.50 uur - Einde van de prehistorie begin van de historie, Sumerische dynastieën, Ebla en Egypte, astronomie.

31 december 23.59.51 uur – Alfabet, Akkadisch rijk, wiel uitgevonden.

31 december 23.59.52 uur - De code van Hammurabi in Mesopotamië, Middenrijk in Egypte.

31 december 23.59.53 uur - Bronstijd , Myceense beschaving, Trojaanse Oorlog, Olmeken.

31 december 23.59.54 uur - IJzertijd, Assyrische rijk, koninkrijk Israël, Carthago gesticht.

31 december 23.59.55 uur - Geboorte van Boeddha en Confucius, Qin-dynastie in China, Athene, het rijk van Asoka de Grote, Veda's in India voltooid.

31 december 23.59.56 uur - Euclides grondlegger van de meetkunde, Archimedes, het universum volgens Ptolemaeus, olympische spelen van het oude Griekenland, het Romeinse rijk, geboorte van Christus

31 december 23.59.57 uur - Geboorte van Mohammed, nul en decimalen uitgevonden in India, val van Rome, moslim veroveringen.

31 december 23.59.58 uur - Maya beschaving, Song-dynastie in China, Byzantijnse rijk, Mongoolse invasie, kruistochten.

31 december 23.59.59 uur - Reizen en ontdekkingen vanuit Europa en vanuit de Ming-dynastie in China, Columbus landt in Amerika, renaissance in Europa.

### De huidige seconde
31 december 24.00.00 uur - Begin van de moderne cultuur, wetenschap en technologische ontwikkeling, Franse revolutie, Verlichting, industriële revolutie, Eerste Wereldoorlog, Tweede Wereldoorlog, Apollo-project, onbemande satellieten naar andere planeten in het zonnestelsel, zoektocht naar buitenaards leven.